# TCG Giresun (1979)
TCG Giresun (F-491) – turecka fregata rakietowa typu Gabya, druga jednostka z serii. Dawny USS „Antrim” (FFG-20). 

## Służba w US Navy

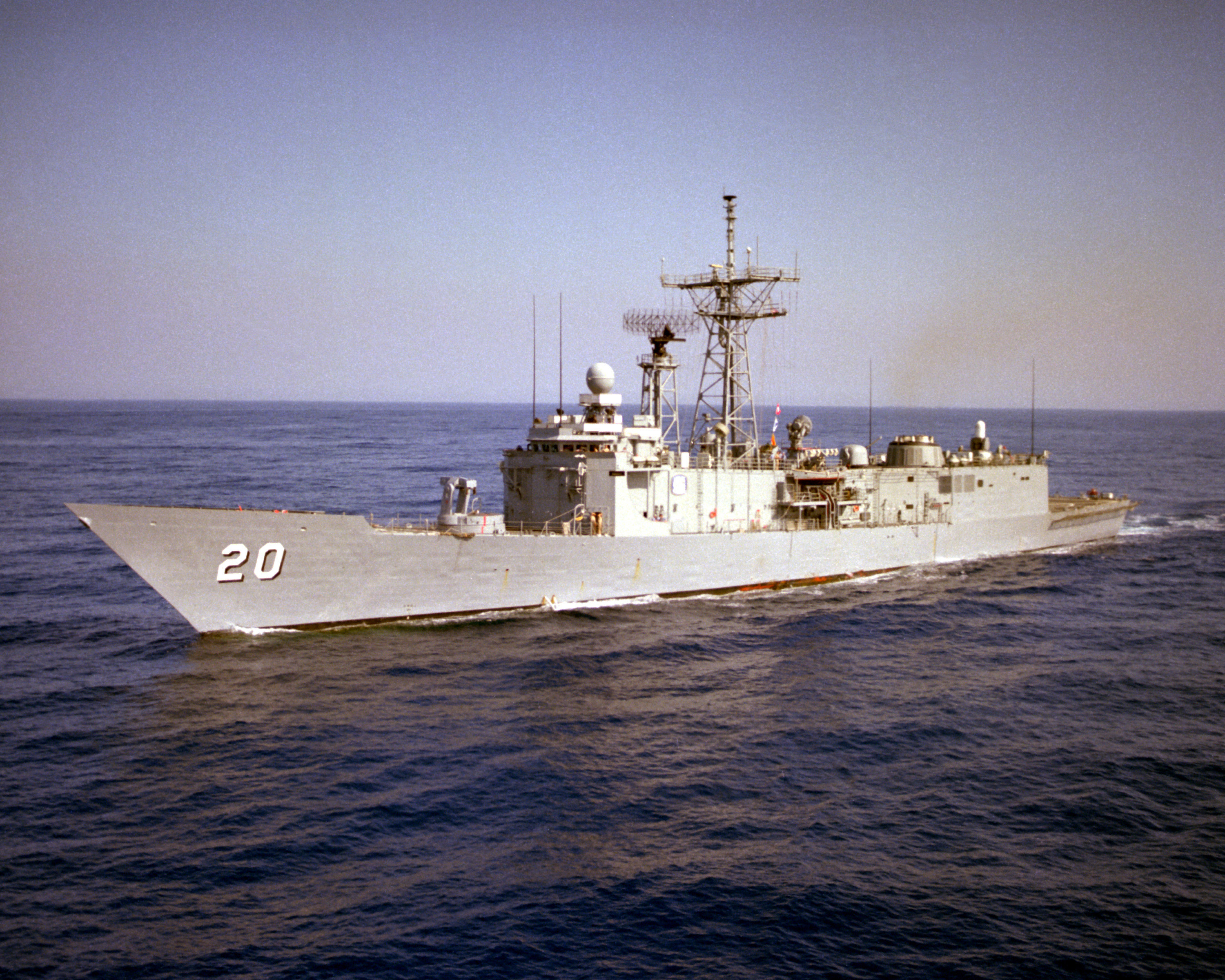
USS „Antrim” (FFG-20) w 1983 roku

Okręt zamówiony został w stoczni Todd Pacific Shipyards w Seattle w stanie Waszyngton 28 lutego 1977 roku jako jedną z fregat rakietowych typu Oliver Hazard Perry. Stępkę pod okręt położono 21 czerwca 1978, zaś wodowanie odbyło się 27 marca 1979 roku. Wcielony został do służby w US Navy 26 września 1981 jako USS „Antrim” (FFG-20). Jednostkę wycofano ze służby 8 maja 1996, po czym przekazano go stronie tureckiej w 1997 roku.

## Służba w Tureckiej Marynarce Wojennej
Jednostka ta była drugą z trzech ex-amerykańskich jednostek, które przekazano Türk Deniz Kuvvetleri w sierpniu 1997 roku na zasadach programu EDA (Excess Defense Articles). Strona turecka musiała jedynie ponieść koszty związane z doprowadzeniem fregat do stanu użyteczności, zainstalowaniem uzbrojenia, przeszkoleniem załogi, dokumentacji technicznej, zapasu części zamiennych oraz amunicji. TCG „Giresun”, dawny USS „Antrim” (FFG-20), wcielony został do służby 28 lipca 1998 roku. 
Fregata przeszła program modernizacji, który obejmował doposażenie okrętu w turecki cyfrowy system zarządzania walką o nazwie GENESIS (Gemi Entegre Savaş İdare Sistemi). System został zaprojektowany i wdrożony wspólnie przez turecką marynarkę wojenną i HAVELSAN, turecką firmę produkującą sprzęt elektroniczny i oprogramowanie.